# Сара Кнаус
Сара ДеРемер Кнаус (на английски: Sarah DeRemer Knauss; 24 септември 1880 – 30 декември 1999 г.) е американска свръхстолетница.
Почива на 119 години и 97 дни. Нейната възраст е потвърдена от Геронтологичната изследователска група (GRG). Тя е най-старият жител на Земята от 16 април 1998 до 30 декември 1999 г. Тя е най-възрастният проверен жител на САЩ, живял някога, а също и третият по възраст в света.
Към момента на смъртта си е вторият най-възрастен човек в историята, след Жан Калман, но на 10 април 2022 г. японката Кане Танака надминава възрастовия ѝ рекорд.

## Биография
Сара е родена в Холивуд, Пенсилвания в семейството на Уолтър и Амелия Кларк. Работи като застрахователен мениджър. През 1901 г. се омъжва и става домакиня. През 1903 г. ражда дъщеря Катрин.
На 117 години тя е призната за най-възрастният човек в света. Когато семейството ѝ ѝ казва това, Сара се усмихва и в отговор казва: „И какво от това?“ Тя умира 33 часа преди 2000 г. в старчески дом, където живее последните 9 години.
Кнаус е преживяла 7 войни, в които САЩ участват, както и управлението на 23 президенти.
Семейството ѝ също е имало история на дълголетие: баба ѝ по бащина линия е живяла до 98 години, а братовчедка ѝ Мини Кресдж е живяла до 105 години. Единствената ѝ дъщеря Катрин почива през 2005 г. на 101-годишна възраст.